# 水力

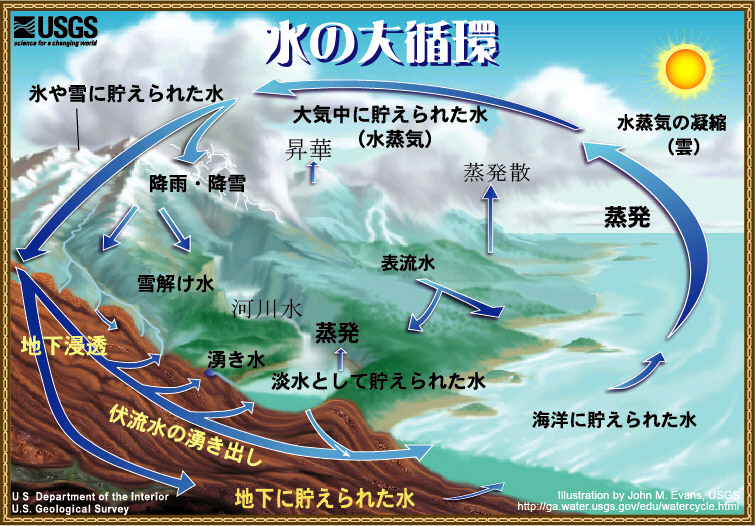
水の循環
画像クリックで拡大表示されます

水力（すいりょく、hydropowerハイドロパワー, waterpower）とは、
- 水の位置エネルギーや運動エネルギーを、動力として利用すること、あるいはそうやって得られる動力のことである。[1]
- 「水の力」。水の勢い[1]（によって生まれる力）。

## 概要
水力とは、水の位置エネルギーや運動エネルギー（「勢い」）のことであり、あるいはそれを動力として利用することである。
歴史的に見て、水車を回し、揚水に利用したり、石臼を回したり、杵を動かすなどといったことにさかんに利用されてきた歴史が長く、こうした利用法は現在でも行われている。
電気の利用がさかんになってからは水力が電力に変えられることも増えたわけであるが、電力に変えることは特に「水力発電」と言う。最近では小水力発電も活発化している。
水力利用には、以下のようなものがある。
- 水車(水車小屋)：川などの水の流れを動力に変え、杵を動かして脱穀したり、石臼を回して製粉をしたり、揚水などを行う。なお、水車の揚水利用は、世界的に見て農村で農業のためにしばしば行われているし、ハマーという都市でも揚水が行われている。
- 発電用水車
  - 水力発電：(小型のものでは)小川や渓流の流れで小ぶりの羽根車を回して発電機を回すもの、(大型のものでは)ダムを併用し大きな落差を利用して大型タービンを回し発電を行うものが一般的。
  - 揚水発電：電力消費量が少ない深夜などの時間帯にポンプで水をダムなどに汲み上げて、電力消費量が多い時間帯などに発電を行うもの。
  - 海流発電 : 海流で発電機を回して発電するもの。潮流は時間帯で強さが変わらずかなり安定しており、発電量も安定しているという長所があるということが知られ、海中に設置するタービンの技術開発が進行中で、実施例が徐々に増えつつある。
  - 潮力発電 (「潮汐発電」とも): 潮の干満を利用して発電を行う。

「水力」、つまり地球上の水の持つ位置エネルギーや運動エネルギーは、源をたどると、主として太陽からもたらされたものである。はるか 40億kmほどもかなたの太陽から地球に届いた太陽光やそれに起因する熱によって、水が三態（三相）に変化しながら移動した結果だとみなすことが可能なのである。海や湖などに溜まっている水は、蒸発することで空気中に上り、雨や雪の形で再び地上に降り注ぐ。こと位置的に高い地域に降りそそいたこれらの水は、川となって低い場所へ移動するが、この過程で川の流水を直接ないしダムに蓄えるなどして、その位置エネルギーや、低い位置に向かって流れるという運動エネルギーを利用するのである。海流もそういった太陽からの熱エネルギーが関与しているが地球の自転も関与しているし、潮汐の場合は地球の自転の他にも月や太陽の引力が関与しているなど、やや複雑である。
いずれにしても地球が太陽からの恩恵を受け続ける限りにおいては、そのエネルギーはほぼ無尽蔵に使うことができると考えられており、またそういった「自然に元々存在するエネルギーを利用する」という観点において、火力による二酸化炭素や原子力における放射性廃棄物などといった汚染の心配がないことから「公害のないクリーンなエネルギー」ともみなされる。ただ、この水の持つエネルギーを利用する上で、ダムの設置など水の移動を制限する施設を設置することで、周辺の環境に影響を与える可能性があり、流水量の変化に伴い水辺の生態系への影響から、下流の流水量変化に伴い、この水量に依存する様々な影響（河川の浄化能力の減少や浚渫力の減少に伴う水底への土砂の堆積など）もみられる。この影響は程度問題ではあるが、規模によっては深刻な環境問題となる場合もある（→アスワン・ハイ・ダムのケースなどを参照）。
なお水力の利用は古くからよく研究されているため、水量の規模によって様々なレベルでこれの利用が可能である。例えば、山村の道路脇の側溝の水の流れや小川のような小さな流れに設置可能な小水力発電機から、河口や海峡などに設置することを前提とした潮力発電まで、その規模に応じた設備が開発・利用されている。なおマイクロ水力発電の装置は、市販されていてネット上でも販売されており、さらには個人が手作り(自作)して設置・運用することも可能である。